# Équemauville
Équemauville est une commune française située dans le département du Calvados en région Normandie, peuplée de 1 557 habitants.

## Géographie

### Localisation
| Honfleur (commune associée de Vasouy) | Honfleur (commune associée de Vasouy) | Honfleur                          |
| Barneville-la-Bertran                 | Équemauville                          | Honfleur, Gonneville-sur-Honfleur |
| Saint-Gatien-des-Bois                 | Saint-Gatien-des-Bois                 | Saint-Gatien-des-Bois             |

### Hydrographie
La commune est située dans le bassin Seine-Normandie. Elle est drainée par la Claire et le cours d'eau 01 de la commune de Gonneville-sur-Honfleur,,.

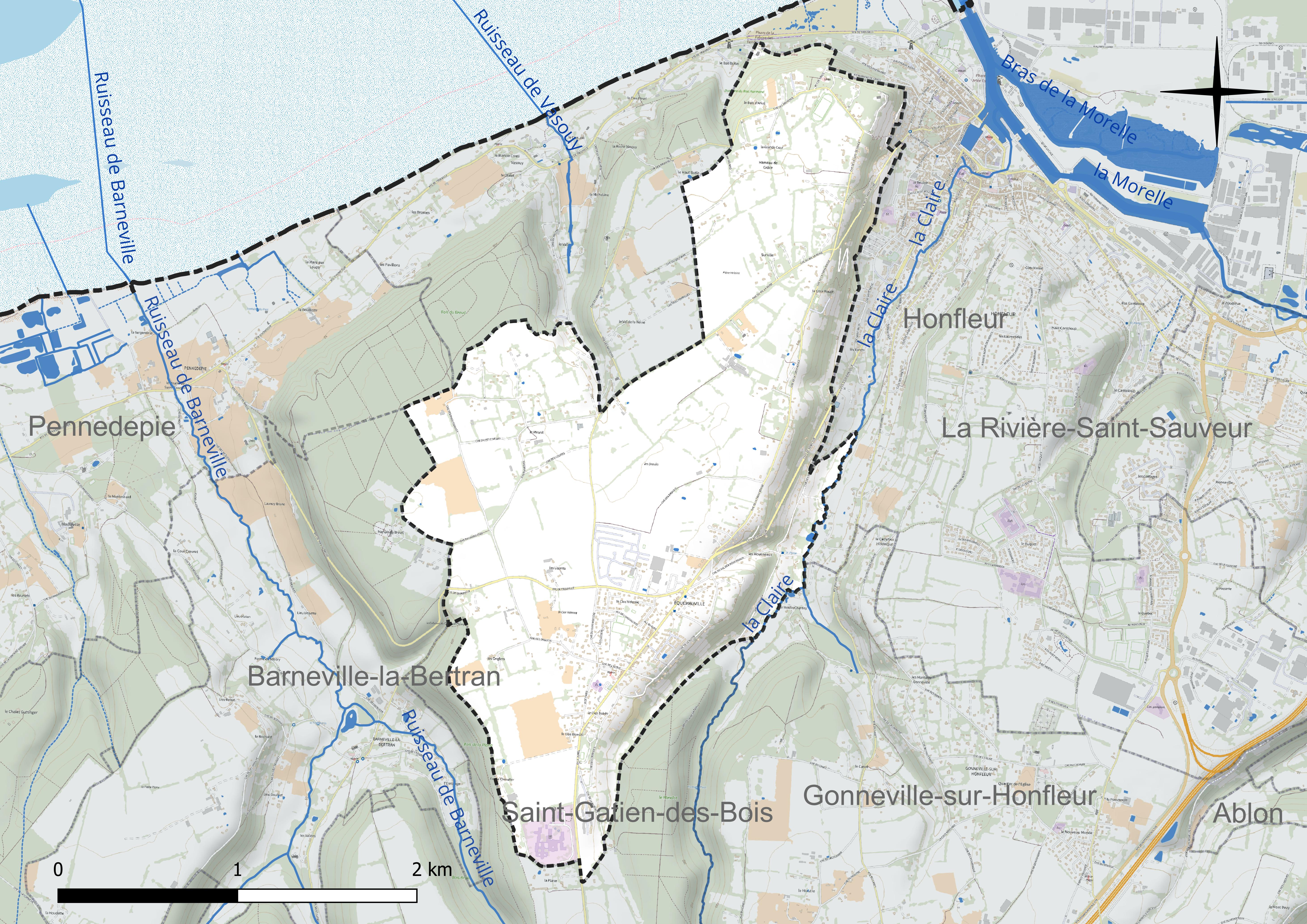
Réseau hydrographique d'Équemauville.

### Climat
Pour des articles plus généraux, voir Climat de la Normandie et Climat du Calvados.
En 2010, le climat de la commune est de type climat océanique franc, selon une étude du CNRS s'appuyant sur une série de données couvrant la période 1971-2000. En 2020, Météo-France publie une typologie des climats de la France métropolitaine dans laquelle la commune est exposée à un climat océanique et est dans la région climatique Côtes de la Manche orientale, caractérisée par un faible ensoleillement (1 550 h/an) ; forte humidité de l'air (plus de 20 h/jour avec humidité relative > 80 % en hiver), vents forts fréquents. Parallèlement le GIEC normand, un groupe régional d'experts sur le climat, différencie quant à lui, dans une étude de 2020, trois grands types de climats pour la région Normandie, nuancés à une échelle plus fine par les facteurs géographiques locaux. La commune est, selon ce zonage, exposée à un « climat contrasté des collines », correspondant au Pays d'Auge, Lieuvin et Roumois, moins directement soumis aux flux océaniques et connaissant toutefois des précipitations assez marquées en raison des reliefs collinaires qui favorisent leur formation.
Pour la période 1971-2000, la température annuelle moyenne est de 10,5 °C, avec  une amplitude thermique annuelle de 12,8 °C. Le cumul annuel moyen de précipitations est de 847 mm, avec 12,6 jours de précipitations en janvier et 8,4 jours en juillet. Pour la période 1991-2020, la température moyenne annuelle observée sur la station météorologique la plus proche, située sur la commune de Saint-Gatien-des-Bois à 5 km à vol d'oiseau, est de 11,0 °C et le cumul annuel moyen de précipitations est de 920,4 mm,. Pour l'avenir, les paramètres climatiques de la commune estimés pour 2050 selon différents scénarios d'émission de gaz à effet de serre sont consultables sur un site dédié publié par Météo-France en novembre 2022.

## Urbanisme

### Typologie
Au 1er janvier 2024, Équemauville est catégorisée bourg rural, selon la nouvelle grille communale de densité à 7 niveaux définie par l'Insee en 2022.
Elle appartient à l'unité urbaine de Honfleur, une agglomération inter-départementale dont elle est une commune de la banlieue,. Par ailleurs la commune fait partie de l'aire d'attraction de Honfleur, dont elle est une commune de la couronne,. Cette aire, qui regroupe 11 communes, est catégorisée dans les aires de moins de 50 000 habitants,.

### Occupation des sols
L'occupation des sols de la commune, telle qu'elle ressort de la base de données européenne d'occupation biophysique des sols Corine Land Cover (CLC), est marquée par l'importance des territoires agricoles (84,3 % en 2018), en diminution par rapport à 1990 (87,9 %). La répartition détaillée en 2018 est la suivante : 
prairies (70,1 %), terres arables (14,2 %), zones urbanisées (12,3 %), forêts (3,4 %). L'évolution de l'occupation des sols de la commune et de ses infrastructures peut être observée sur les différentes représentations cartographiques du territoire : la carte de Cassini (XVIIIe siècle), la carte d'état-major (1820-1866) et les cartes ou photos aériennes de l'IGN pour la période actuelle (1950 à aujourd'hui).

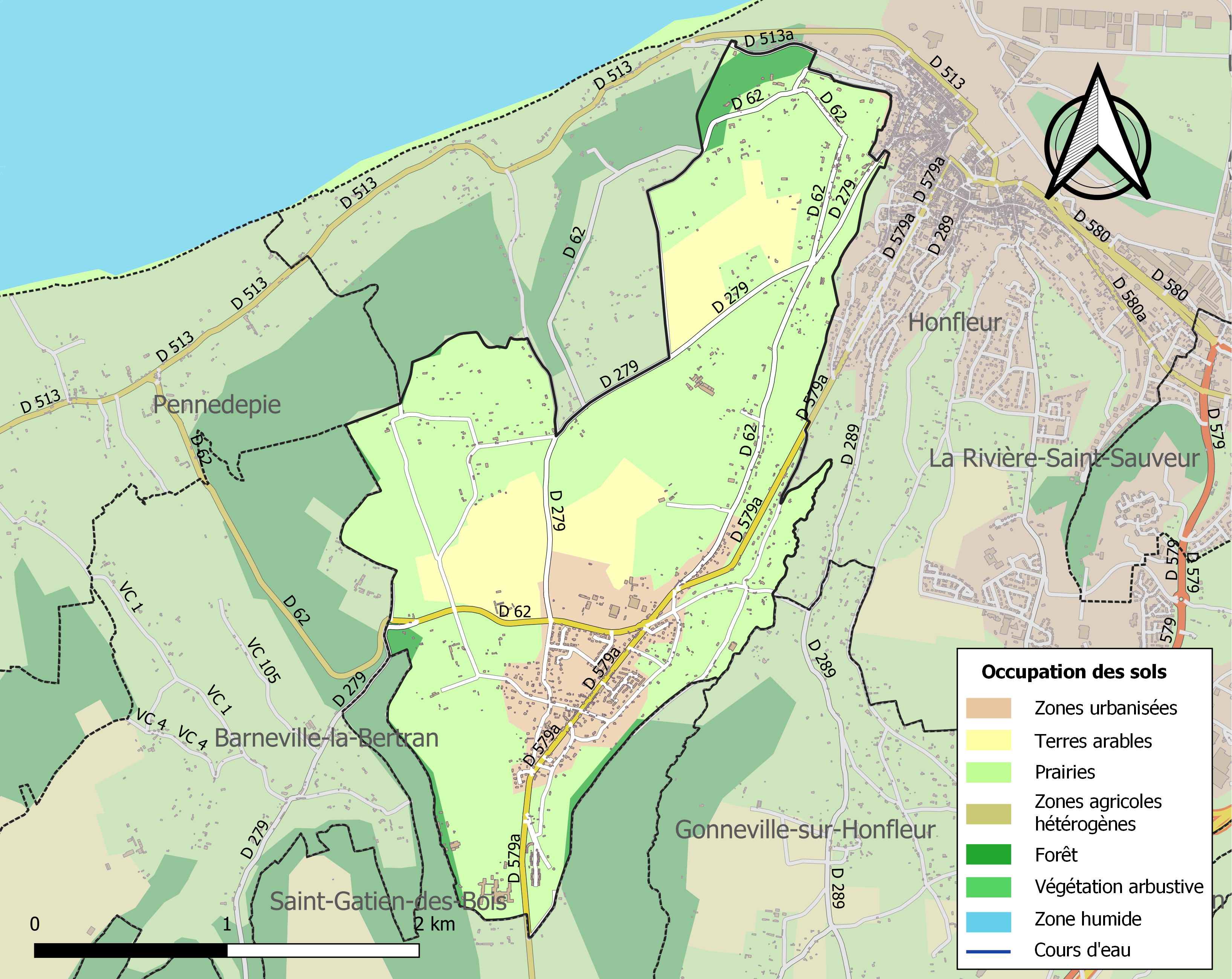
Carte des infrastructures et de l'occupation des sols de la commune en 2018 (CLC).

## Toponymie
Le village est attesté sous la forme latinisée Scamellivilla en 1048, Camelvilla en 1180.
Formation médiévale en -ville « domaine rural », précédé d'un anthroponyme, comme dans la plupart des cas. Il s'agit du nom de personne vieux danois Skammel, forme contractée du surnom vieux norrois Skammhals « court du cou ».
On retrouve ce nom anciennement sur la commune de Moulineaux, près de Rouen, le Scamelbec (vers 1180), nom d'un ruisseau en contrebas, vieux norrois bekkr > -bec « ruisseau » et dans Cannetot, lieu-dit à Fourmetot, mentionné sous la forme Scameltot en 1087 et qui contient l'appellatif -tot, issu du vieux norrois topt « lieu habité ».
Le gentilé est Équemauvillais.

## Politique et administration
La commune est un village fleuri (une fleur) au concours des villes et villages fleuris.
| Période                                  | Période   | Identité        | Étiquette | Qualité |
| ---------------------------------------- | --------- | --------------- | --------- | ------- |
| 1938                                     |           | Jean Mallon     |           |         |
| ?                                        | mars 2001 | Albert Mortagne |           |         |
| mars 2001                                | En cours  | Michel Bailleul | DVG       |         |
| Les données manquantes sont à compléter. |           |                 |           |         |

Le conseil municipal est composé de quinze membres dont le maire et deux adjoints.

## Démographie
L'évolution du nombre d'habitants est connue à travers les recensements de la population effectués dans la commune depuis 1793. Pour les communes de moins de 10 000 habitants, une enquête de recensement portant sur toute la population est réalisée tous les cinq ans, les populations de référence des années intermédiaires étant quant à elles estimées par interpolation ou extrapolation. Pour la commune, le premier recensement exhaustif entrant dans le cadre du nouveau dispositif a été réalisé en 2006.
En 2022, la commune comptait 1 557 habitants, en évolution de +6,94 % par rapport à 2016 (Calvados : +1,58 %, France hors Mayotte : +2,11 %).
| 1793 | 1800 | 1806 | 1821 | 1831 | 1836 | 1841 | 1846 | 1851 |
| ---- | ---- | ---- | ---- | ---- | ---- | ---- | ---- | ---- |
| 641  | 645  | 648  | 536  | 527  | 540  | 600  | 621  | 720  |

| 1856 | 1861 | 1866 | 1872 | 1876 | 1881 | 1886 | 1891 | 1896 |
| ---- | ---- | ---- | ---- | ---- | ---- | ---- | ---- | ---- |
| 696  | 706  | 705  | 632  | 658  | 704  | 656  | 630  | 601  |

| 1901 | 1906 | 1911 | 1921 | 1926 | 1931 | 1936 | 1946 | 1954 |
| ---- | ---- | ---- | ---- | ---- | ---- | ---- | ---- | ---- |
| 612  | 606  | 631  | 610  | 610  | 537  | 580  | 626  | 669  |

| 1962 | 1968 | 1975 | 1982 | 1990  | 1999  | 2006  | 2011  | 2016  |
| ---- | ---- | ---- | ---- | ----- | ----- | ----- | ----- | ----- |
| 708  | 629  | 730  | 914  | 1 227 | 1 212 | 1 255 | 1 294 | 1 456 |

| 2021  | 2022  | - | - | - | - | - | - | - |
| ----- | ----- | - | - | - | - | - | - | - |
| 1 568 | 1 557 | - | - | - | - | - | - | - |

## Santé
- Centre hospitalier de la Côte Fleurie

## Culture locale et patrimoine

### Lieux et monuments
- La chapelle Notre-Dame-de-Grâce fait l'objet d'un classement au titre des monuments historiques depuis le 10 octobre 1938[28]. En septembre 1477, le roi de Portugal Alphonse V se rendait chaque matin à cette chapelle, avant de retourner à son royaume. En effet, il aurait décidé de renoncer à son trône, en rédigeant son testament à Honfleur[29]. L'édifice abrite de nombreuses œuvres classées à titre d'objets[30].
- Le pavillon de la Reine fait l'objet d'un classement au titre des monuments historiques depuis le 17 août 1945[31].
- L'église Saint-Pierre, de la fin du XIXe siècle.

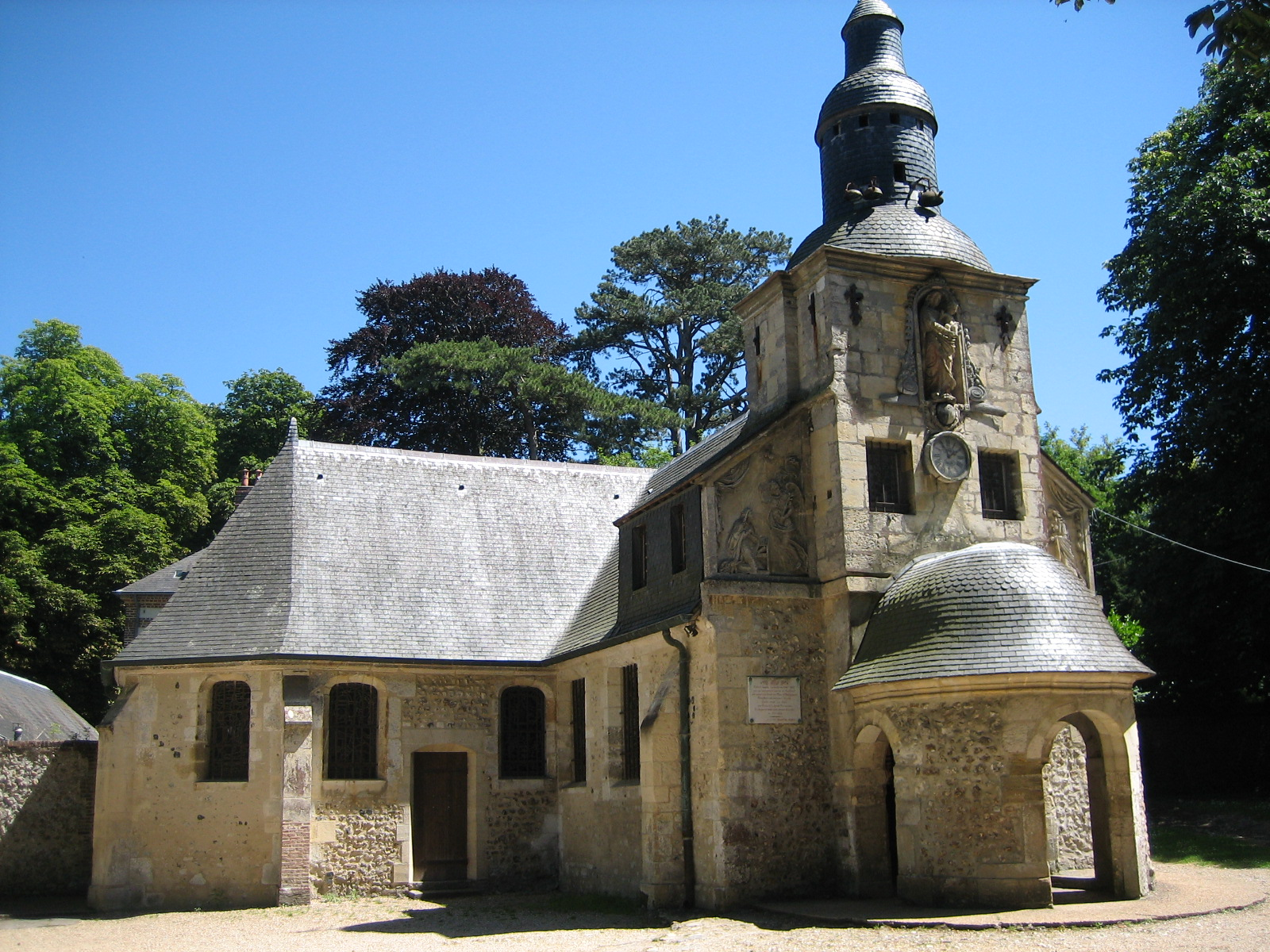
La chapelle Notre-Dame-de-Grâce.
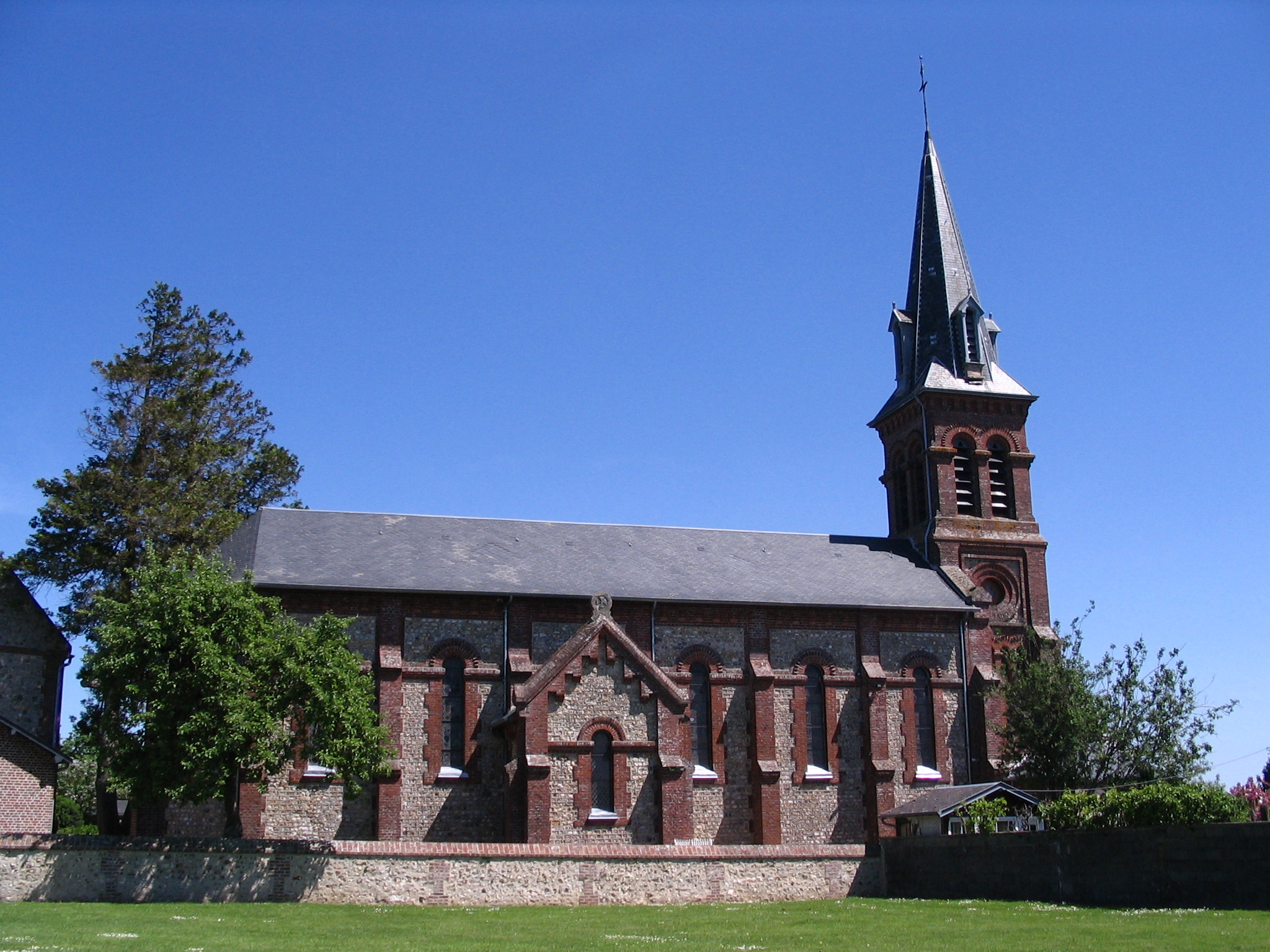
L'église Saint-Pierre.

### Patrimoine naturel

#### Sites classés
- Le domaine du Bois Normand, la Côte de Grâce et le chemin du Mont-Joli sont des sites classés[32],[33].

### Activités et manifestations

#### Jumelages
- Dingolshausen (Allemagne) depuis 1990.

### Personnalités liées à la commune
- Sacha Guitry et son père Lucien Guitry ont résidé au manoir du Breuil.
- Fabien Lecœuvre (1958), écrivain, résident secondaire.
- Anne Richard (1968), comédienne, écrivaine, résidente secondaire.

#### Naissances
- Pierre Boiteau (Piboi), (né en 1977).
- Zakaria Diallo (1986-), footballeur.

#### Décès
- Henri Jeanson (1900-1970), dialoguiste, inhumé au cimetière d'Équemauville.
- Françoise Sagan (1935-2004), écrivain[34]. Elle y avait acheté le manoir du Breuil le 8 août 1959, et y résida régulièrement depuis ce jour.
- Andrée Lafayette (1903-1989), comtesse Andrée de la Bigne, actrice.

### Héraldique
| Blason de Équemauville | Blason  | Parti : au 1er d'azur à la nef contournée équipée et habillée d'or, au 2e de gueules à la licorne saillante en défense d'argent. |
| Blason de Équemauville | Détails | Adopté par délibération du conseil municipal du 30 avril 2004.                                                                   |